# À la recherche de Kafka
Pour plus de détails, voir Fiche technique et Distribution.
À la recherche de Kafka est film français réalisé par Jorge Amat et sorti en 2006.

## Fiche technique
- Titre : À la recherche de Kafka
- Réalisation : Jorge Amat
- Scénario : Jorge Amat, Hervé Lachize et Olivier Mergault
- Photographie : Diane Baratier et Ramón F. Suárez
- Son : Sylvain Girardeau et Olivier Tresca
- Montage : Zohar Michel et Julie Sandor
- Musique : Jean-Louis Valero
- Production : Utopiart
- Pays de production :  France
- Durée : 75 minutes
- Date de sortie : France - 15 février 2006[1]

## Distribution
- Albert Delpy
- Juliette Andréa
- Tom Novembre
- Serge Kantorowicz
- Annie Mercier